# Химическая организация клетки
| Химический состав клетки | Химический состав клетки | Химический состав клетки | Химический состав клетки | Химический состав клетки |
| Неорганические вещества  | Неорганические вещества  | Органические вещества    | Органические вещества    | Органические вещества    |
| ------------------------ | ------------------------ | ------------------------ | ------------------------ | ------------------------ |
| Вода 70—80 %             | Минеральные соли 1—1,5 % | Белки 10—20%             | Липиды 1—5%              | Углеводы 0,2—2%          |
| Вода 70—80 %             | Минеральные соли 1—1,5 % | Нуклеиновые кислоты 1—2% | АТФ 0,1—0,5%             | БАВ                      |

Химическая организация клетки — совокупность всех веществ, входящих в состав клетки. В состав клетки входит большое количество химических элементов Периодической системы, из которых 86 постоянно присутствуют, 25 необходимы для нормальной жизнедеятельности организма, а 16—18 из них абсолютно необходимы.

## Химические элементы

### Органогены (биоэлементы)
Органогены — химические элементы, входящие в состав всех органических соединений и составляющие около 98% массы клетки.
| Элемент  | % содержание | Функция |
| -------- | ------------ | --- |
| Кислород | 65—75        | Входит в состав большинства органических веществ клетки. Образуется в ходе фотосинтеза при фотолизе воды. Для аэробных организмов служит окислителем в ходе клеточного дыхания, обеспечивая клетки энергией. В наибольших количествах в живых клетках содержится в составе воды.                                 |
| Углерод  | 15—18        | Входит в состав всех органических веществ; скелет из атомов углерода составляет их основу. Кроме того, в виде CO2 фиксируется в процессе фотосинтеза и выделяется в ходе дыхания, в виде CO (в низких концентрациях) участвует в регуляции клеточных функций, в виде CaCO3 входит в состав минеральных скелетов. |
| Водород  | 8—10         | Входит в состав всех органических веществ клетки. В наибольших количествах содержится в составе воды. Некоторые бактерии окисляют молекулярный водород для получения энергии. |
| Азот     | 2—3          | Входит в состав аминокислот, белков (в том числе ферментов и гемоглобина), нуклеиновых кислот, хлорофилла, некоторых витаминов. |

### Макроэлементы
Элементы, представленные в клетке в меньшем количестве — десятые и сотые доли процента.
| Элемент | % содержание | Функция |
| ------- | ------------ | --- |
| Кальций | 0,04—2,00    | Содержится в мембране клетки, межклеточном веществе и костях. Участвует в регуляции внутриклеточных процессов, поддержания мембранного потенциала, передаче нервных импульсов, необходим для мышечного сокращения и экзоцитоза. Нерастворимые соли кальция участвуют в формировании костей и зубов позвоночных и минеральных скелетов беспозвоночных. |
| Фосфор  | 0,2—1,0      | Входит в состав АТФ в виде остатка фосфорной кислоты (PO43-). Содержится в костной ткани и зубной эмали (в виде минеральных солей), а также присутствует в цитоплазме и межклеточных жидкостях (в виде фосфат-ионов). |
| Калий   | 0,15—0,4     | Участвует в поддержании мембранного потенциала, генерации нервного импульса, регуляции сокращения сердечной мышцы. Содержится в межклеточных веществах. Участвует в фотосинтезе. |
| Сера    | 0,15—0,2     | Содержится в некоторых аминокислотах, ферментах, тиамине. В небольших количествах присутствует в виде сульфат-иона в цитоплазме клеток и межклеточных жидкостях. |
| Хлор    | 0,05—0,1     | Участвует в формировании осмотического потенциала плазмы крови и других жидкостей в виде аниона. Содержится в желудочном соке. |
| Натрий  | 0,02—0,03    | Участвует в поддержании мембранного потенциала, генерации нервного импульса, процессах осморегуляции(в том числе в работе почек у человека) и создании буферной системы крови. |
| Магний  | 0,02—0,03    | Кофактор многих ферментов, участвующих в энергетическом обмене и синтезе ДНК; поддерживает целостность рибосом и митохондрий, входит в состав хлорофилла. В животных клетках необходим для функционирования мышечных и костных систем. |

### Микроэлементы
К микроэлементам, составляющим от 0,001 % до 0,000001 % массы тела живых существ, относят ванадий, германий, йод (входит в состав тироксина, гормона щитовидной железы), кобальт (витамин В12), марганец, никель, селен, фтор (зубная эмаль), медь, хром, цинк, молибден (участвует в связывании атмосферного азота), бор (влияет на ростковые процессы у растений).

## Вода
Вода является универсальным растворителем органических и неорганических веществ; она служит резервуаром для всех биохимических реакций клетки. При участии воды происходит теплорегуляция.